# Burkhard Niering
Burkhard Niering (Halle, 1º settembre 1950 – Berlino Est, 5 gennaio 1974) è stato un poliziotto e militare tedesco, che tentò di fuggire attraverso il punto di controllo Friedrichstraße / Zimmerstraße al confine tra i settori di Berlino e che in questo tentativo venne ucciso.

## Biografia
Niering era allievo della Volkspolizei ed era di stanza nella località di Basdorf a nord di Berlino. Nella serata del 5 gennaio 1974 si recò, senza che la sua assenza fosse notata, al punto di controllo alla Friedrichstraße, il cosiddetto Checkpoint Charlie tra il settore sovietico e quello americano. In divisa e armato di un fucile d'assalto prese un collaboratore del controllo passaporti come ostaggio per poter superare il confine tra i settori. Inizialmente i collaboratori armati dell'MfS al punto di controllo non spararono; ma poi il poliziotto fu costretto a chinarsi per passare sotto l'ultima sbarra; due collaboratori dell'MfS approfittarono della distanza che si venne a creare in quell'istante tra Niering e il suo ostaggio per sparare alcuni colpi. Burkhard Niering venne ferito e morì poco più di un'ora dopo in ospedale.